# Changsin (métro de Séoul)
Changsin (en coréen 창신역) est une station de la ligne 6 du métro de Séoul. Elle est située dans le quartier de Changsin-dong, arrondissement de Jongno-gu, à Séoul en Corée du Sud.